# Matyáš Gallas
Matyáš hrabě z Gallasu (italsky Matthias di Gallasso, německy Matthias Graf von Gallas zum Schloß Campo und Freyenthurn, 17. října 1588, Trident – 25. dubna 1647, Vídeň) byl rakouský šlechtic acísařský generál za třicetileté války. Pocházel z nevýznamného italského rodu Gallasů s tituly hrabě z Campa a vévoda z Lucery.

## Život a činnost
Svou závratnou vojenskou kariéru začínal jako podkoní. Od roku 1618 bojoval ve službách Katolické ligy. V roce 1627 byl povýšen do stavu svobodných pánů. Generalissimus Valdštejn si všiml jeho přirozené autority a přijal ho do svého vojska, takže roku 1628 přešel z bavorských do císařských služeb, kde se vypracoval na velitele pěšího pluku. 10. března 1632 byl povýšen do říšského hraběcího stavu.
8. ledna 1634 zradil Albrechta z Valdštejna, který byl v Chebu zavražděn. Údajně mu za vraždu Valdštejna byla vyplacena finanční odměna 500 000 zlatých a dostal jeho frýdlantské panství a část statků po rodu Trčků včetně Smiřic (nástupce Trčkovského dominia Adam Erdman Trčka z Lípy a jeho švagr Vilém Kinský byli rovněž zavražděni v Chebu).
V roce 1635 obdržel titul vévody. Po úspěšné bitvě u Nördlingenu mu bylo svěřeno vrchní velení nad císařskou armádou, které držel do roku 1639. Pod jeho velením v letech 1643 až 1644 jeho vojsko získalo pověst nejkrutější a nejnásilnější armády. Nicméně budoucí vývoj jeho vojenské kariéry je nedobrý a dokonce bude nazýván ničitelem armád, protože jeho neopatrnost a opilectví zahubí mnoho vlastních vojáků, jak tomu bylo zvláště při jeho katastrofálních taženích v letech 1637, 1638, a 1644, kdy pokaždé dojde k těžkému krveprolití a zdecimování vojska.
Po jeho smrti neutěšený stav císařského vojska zreorganizoval jeho nástupce Peter Melander Holzappel.
Gallas byl dvakrát ženatý a měl mnoho dětí. Jeho dominium zdědil prvorozený syn František Ferdinand (1635–1697).

## Majetek
Podobně jako ostatní vojevůdci třicetileté války i Gallas nashromáždil velký majetek. Byl pánem Frýdlantu, Liberce, Smiřic a Hořiněvsi. Při dělení bývalého trčkovského dominia došlo ke sporům o dvůr v Libníkovicích, které patřily někdy ke správě opočenské (Trčkové je koupili od Šárovců ze Šárova), jindy ke správě smiřické. Nakonec budou Libníkovice roku 1639 přiděleny k panství mocnějšího a vlivnějšího Gallase. V roce 1635 získal italské vévodství Lucera v království Neapolském a titul španělského granda.

## Rodina
Jeho manželkou byla Dorothea Anna hraběnka z Lodronu († 23. května 1666 v Moravském Krumlově), dcera Filipa Jakuba hraběte z Lodronu a Viktorie hraběnky Collaltové.

## Galerie

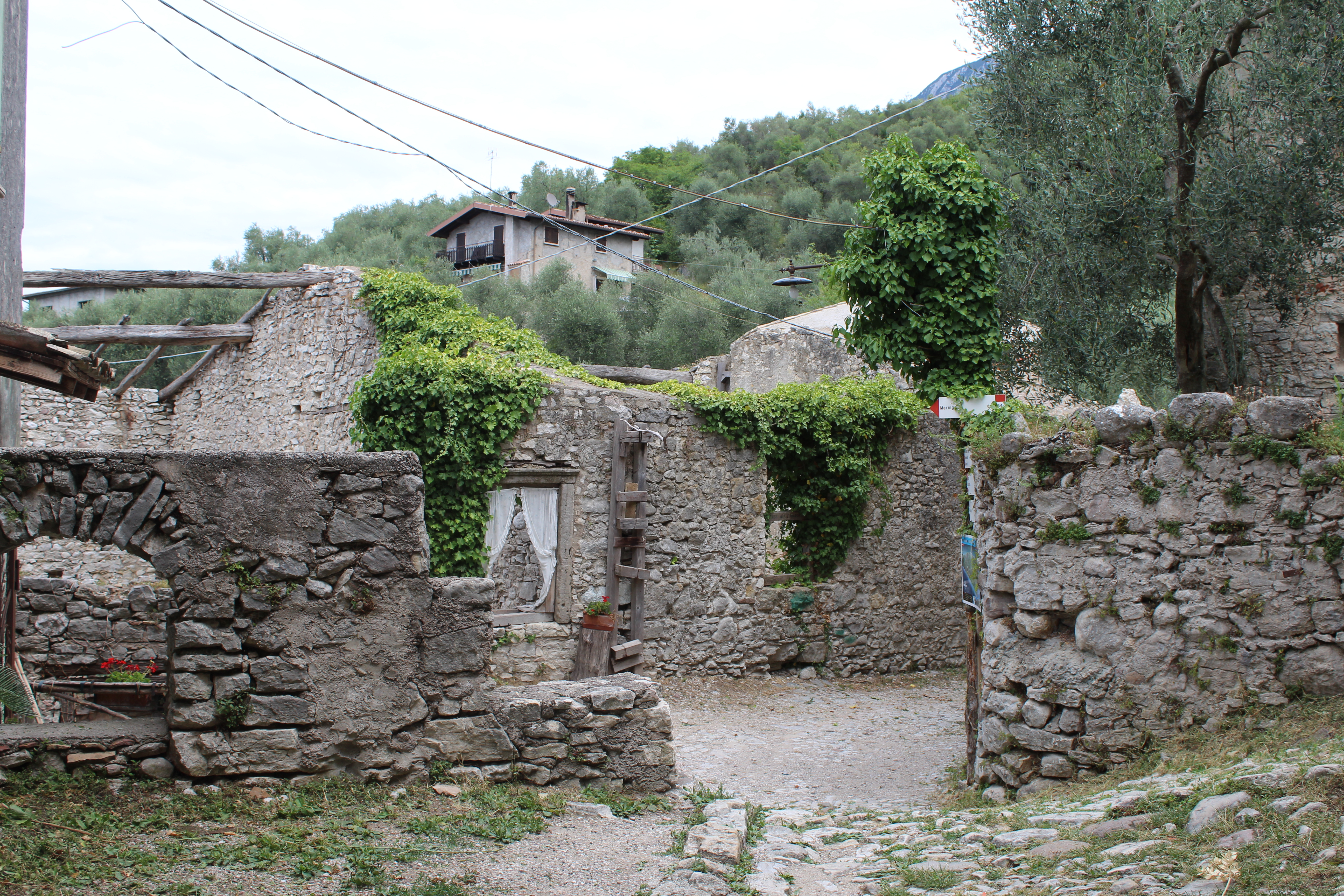
Campo (titul hrabě)
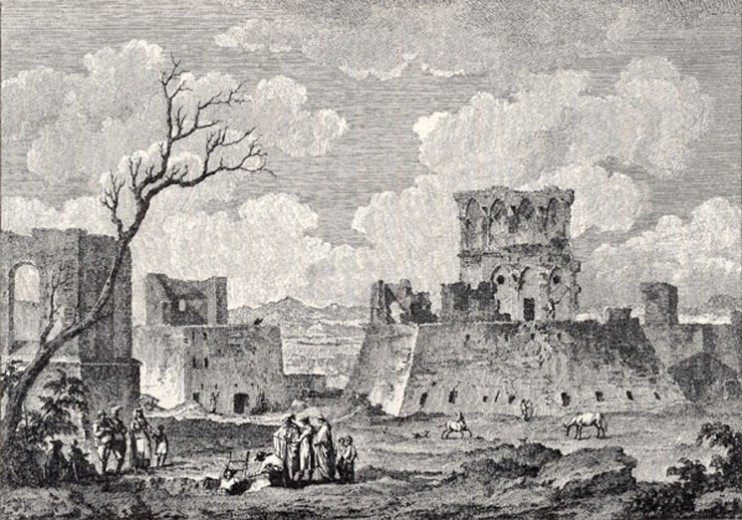
Lucera (titul vévoda)
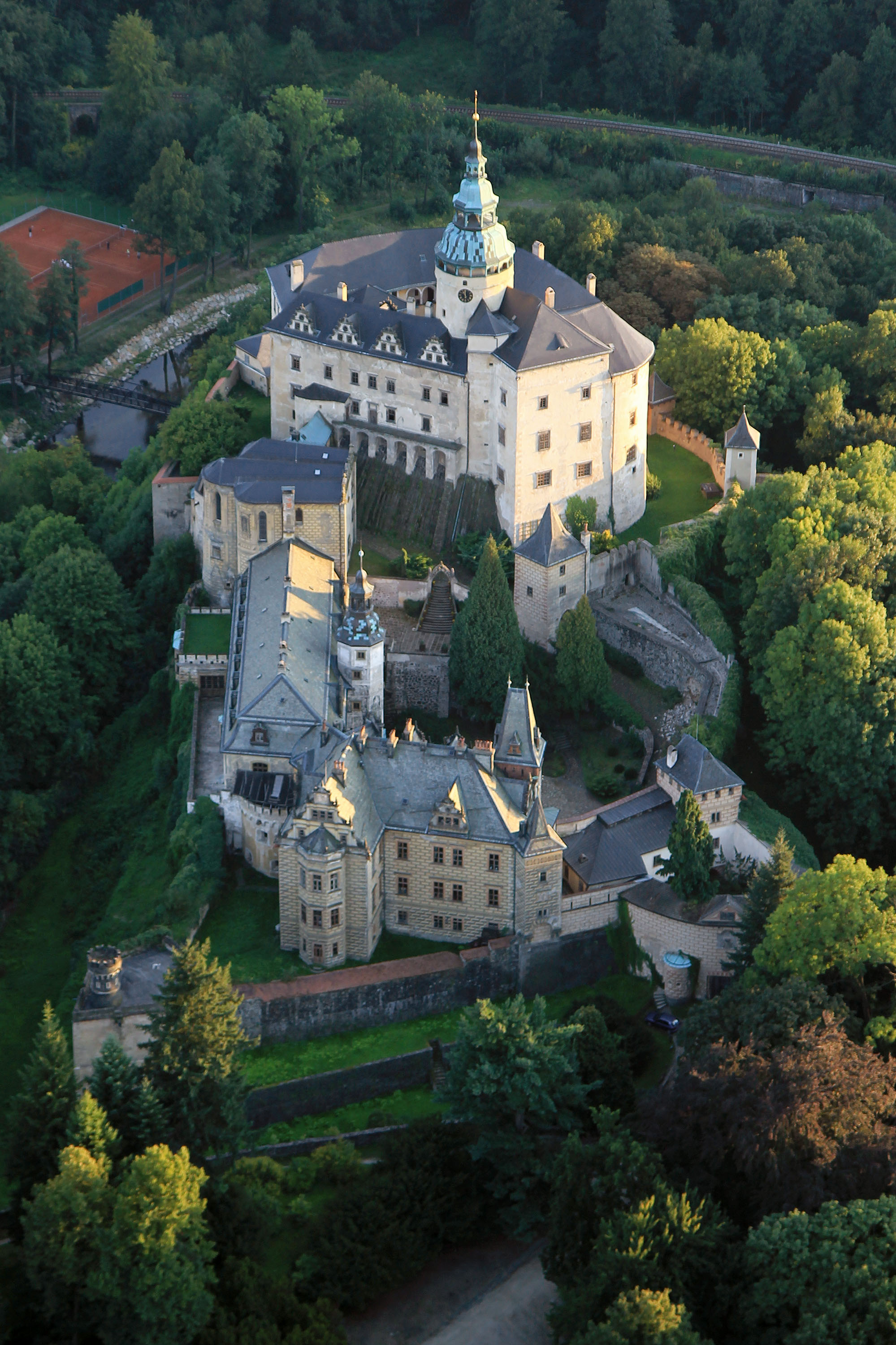
Frýdlant (říšský hrabě)
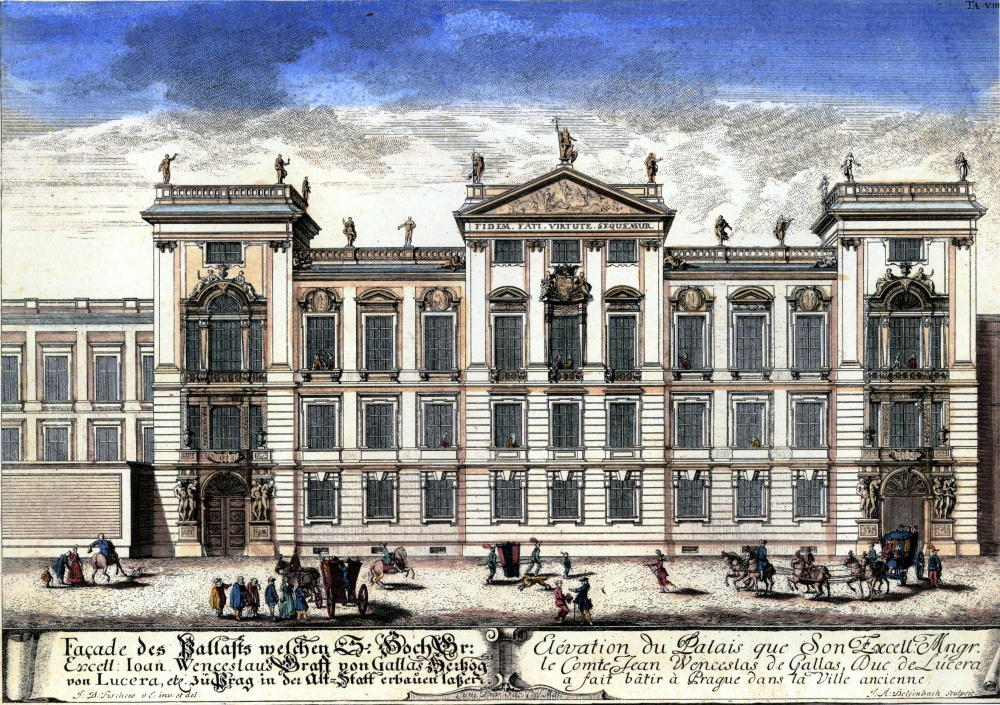
Gallasův palác. Autor: Johann Bernhard Fischer z Erlachu (1656–1723)